# هنری باتلر
هنری باتلر (انگلیسی: Henry Butler؛ زادهٔ ۲۱ سپتامبر ۱۹۴۸ - درگذشته ۲ ژوئیهٔ ۲۰۱۸) یک موسیقی‌دان و نوازنده پیانوی جاز اهل ایالات متحده آمریکا بود.
شهرت او به‌واسطهٔ توانایی‌اش در نواختن سبک‌های مختلف موسیقی بود و منتقدانِ موسیقی گوناگونی، نوازندگی او را ستوده‌اند.
علت نابینایی هنری باتلر، ابتلای او به بیماری آب‌سیاه در دوران نوزادی بود.